# Copa do Mundo de Esqui Alpino de 2009
A Copa do Mundo de Esqui Alpino de 2009 foi a 43ª edição dessa competição e começou a ser disputada no dia 25 de Outubro de 2008.

## Calendário

### Masculino
| Data        | Local                    | Disc. | Vencedor             | Segundo               | Terceiro               |
| 26-Out-2008 | Sölden, Austria          | SG    | Daniel Albrecht      | Didier Cuche          | Ted Ligety             |
| 16-Nov-2008 | Levi, Finland            | SL    | Jean-Baptiste Grange | Bode Miller           | Mario Matt             |
| 29-Nov-2008 | Lake Louise, Canada      | DH    | Peter Fill           | Carlo Janka           | Hans Olsson            |
| 30-Nov-2008 | Lake Louise, Canada      | SG    | Hermann Maier        | John Kucera           | Didier Cuche           |
| 04-Dez-2008 | Beaver Creek, EUA        | SC    | muita neve           | remarcado             | 12-Dez                 |
| 05-Dez-2008 | Beaver Creek, EUA        | DH    | Aksel Lund Svindal   | Marco Buechel         | Erik Guay              |
| 06-Dez-2008 | Beaver Creek, EUA        | SG    | Aksel Lund Svindal   | Hermann Maier         | Michael Walchhofer     |
| 07-Dez-2008 | Beaver Creek, EUA        | GS    | Benjamin Raich       | Ted Ligety            | Aksel Lund Svindal     |
| 12-Dez-2008 | Val d'Isère, França      | SC    | Benjamin Raich       | Jean-Baptiste Grange  | Marcel Hirscher        |
| 13-Dez-2008 | Val d'Isère, França      | GS    | Carlo Janka          | Massimiliano Blardone | Gauthier de Tessières  |
| 14-Dez-2008 | Val d'Isère, França      | SL    | ventos fortes        | remarcado             | 22-Dez                 |
| 19-Dez-2008 | Val Gardena, Italia      | SG    | Werner Heel          | Didier Defago         | Patrik Jaerbyn         |
| 20-Dez-2008 | Val Gardena, Italia      | DH    | Michael Walchhofer   | Bode Miller           | Manuel Osborne-Paradis |
| 21-Dez-2008 | Alta Badia, Italia       | GS    | Daniel Albrecht      | Ivica Kostelic        | Hannes Reichelt        |
| 22-Dez-2008 | Alta Badia, Italia       | SL    | Ivica Kostelic       | Jean-Baptiste Grange  | Benjamin Raich         |
| 28-Dez-2008 | Bormio, Italy            | DH    | Christof Innerhofer  | Klaus Kröll           | Michael Walchhofer     |
| 02-Jan-2009 | Moscou, Rússia           | PSL   | Felix Neureuther     | Jean-Baptiste Grange  | Bode Miller            |
| 06-Jan-2009 | Zagreb, Croácia          | SL    | Jean-Baptiste Grange | Ivica Kostelic        | Giuliano Razzoli       |
| 10-Jan-2009 | Adelboden, Suiça         | GS    | Benjamin Raich       | Massimiliano Blardone | Kjetil Jansrud         |
| 11-Jan-2009 | Adelboden, Suiça         | SL    | Reinfried Herbst     | Manfred Pranger       | Felix Neureuther       |
| 16-Jan-2009 | Wengen, Suiça            | SC    | Carlo Janka          | Peter Fill            | Silvan Zurbriggen      |
| 17-Jan-2009 | Wengen, Suiça            | DH    | Didier Defago        | Bode Miller           | Marco Sullivan         |
| 18-Jan-2009 | Wengen, Suiça            | SL    | Manfred Pranger      | Reinfried Herbst      | Ivica Kostelić         |
| 23-Jan-2009 | Kitzbühel, Austria       | SG    |                      |                       |                        |
| 24-Jan-2009 | Kitzbühel, Austria       | DH    |                      |                       |                        |
| 25-Jan-2009 | Kitzbühel, Austria       | SL    |                      |                       |                        |
| 25-Jan-2009 | Kitzbühel, Austria       | K     |                      |                       |                        |
| 27-Jan-2009 | Schladming, Austria      | SL    |                      |                       |                        |
| 30-Jan-2009 | Garmisch, Alemanha       | DH    |                      |                       |                        |
| 31-Jan-2009 | Garmisch, Alemanhay      | SL    |                      |                       |                        |
|             | Val d'Isère, France      |       | World Championships  |                       |                        |
| 21-Fev-2009 | Sestriere, Itália        | GS    |                      |                       |                        |
| 22-Fev-2009 | Sestriere, Itália        | SC    |                      |                       |                        |
| 28-Fev-2009 | Kranjska Gora, Eslovênia | GS    |                      |                       |                        |
| 01-Mar-2009 | Kranjska Gora, Eslovênia | SL    |                      |                       |                        |
| 07-Mar-2009 | Kvitfjell, Norway        | DH    |                      |                       |                        |
| 08-Mar-2009 | Kvitfjell, Norway        | SG    |                      |                       |                        |
| 11-Mar-2009 | Åre, Sweden              | DH    |                      |                       |                        |
| 12-Mar-2009 | Åre, Sweden              | SG    |                      |                       |                        |
| 13-Mar-2009 | Åre, Sweden              | GS    |                      |                       |                        |
| 14-Mar-2009 | Åre, Sweden              | SL    |                      |                       |                        |

### Feminino
| Data        | Local                   | Disc. | Vencedor                    | Segundo                           | Terceiro           |
| 25-Out-2008 | Sölden, Austria         | GS    | Kathrin Zettel              | Tanja Poutiainen                  | Andrea Fischbacher |
| 15-Nov-2008 | Levi, Finland           | SL    | Lindsey Vonn                | Maria Pietilä-Holmner             | Maria Riesch       |
| 29-Nov-2008 | Aspen, U.S.A.           | GS    | Tessa Worley                | Tanja Poutiainen                  | Elisabeth Görgl    |
| 30-Nov-2008 | Aspen, U.S.A.           | SL    | Šárka Záhrobská             | Nicole Hosp                       | Tanja Poutiainen   |
| 05-Dez-2008 | Lake Louise, Canada     | DH    | Lindsey Vonn                | Nadia Fanchini                    | Maria Riesch       |
| 06-Dec-2008 | Lake Louise, Canada     | DH    | high snowfall               | rescheduled                       | 24-Jan             |
| 07-Dez-2008 | Lake Louise, Canada     | SG    | Nadia Fanchini              | Fabienne Suter Andrea Fischbacher |                    |
| 13-Dez-2008 | La Molina, Spain        | GS    | Tanja Poutiainen            | Manuela Mölgg                     | Nicole Hosp        |
| 14-Dez-2008 | La Molina, Spain        | SL    | Maria Riesch                | Lindsey Vonn                      | Kathrin Zettel     |
| 19-Dez-2008 | St. Moritz, Switzerland | SC    | Anja Pärson                 | Nicole Hosp                       | Fabienne Suter     |
| 20-Dez-2008 | St. Moritz, Switzerland | SG    | Lara Gut                    | Fabienne Suter                    | Nadia Fanchini     |
| 21-Dez-2008 | St. Moritz, Suiça       | DH    | ventos fortes               |                                   |                    |
| 28-Dez-2008 | Semmering, Austria      | GS    | Kathrin Zettel              | Manuela Mölgg                     | Lara Gut           |
| 29-Dez-2008 | Semmering, Austria      | SL    | Maria Riesch                | Tanja Poutiainen                  | Lindsey Vonn       |
| 04-Jan-2009 | Zagreb, Croácia         | SL    | Maria Riesch                | Nicole Gius                       | Šárka Záhrobská    |
| 10-Jan-2009 | Maribor, Eslovênia      | GS    | Tina Maze                   | Denise Karbon                     | Kathrin Hölzl      |
| 11-Jan-2009 | Maribor, Eslovênia      | SL    | Maria Riesch                | Kathrin Zettel                    | Tanja Poutiainen   |
| 17-Jan-2009 | Altenmarkt, Áustria     | SC    | Lindsey Vonn                | Kathrin Zettel                    | Anja Pärson        |
| 18-Jan-2009 | Altenmarkt, Áustria     | DH    | Dominique Gisin Anja Pärson | -                                 | Lindsey Vonn       |
| 22-Jan-2009 | Cortina, Itália         | SG    |                             |                                   |                    |
| 23-Jan-2009 | Cortina, Itália         | DH    |                             |                                   |                    |
| 24-Jan-2009 | Cortina, Itália         | DH    |                             |                                   |                    |
| 25-Jan-2009 | Cortina, Itália         | GS    |                             |                                   |                    |
| 30-Jan-2009 | Garmisch, Alemanha      | SL    |                             |                                   |                    |
| 31-Jan-2009 | Garmisch, Alemanha      | SG    |                             |                                   |                    |
|             | Val d'Isère, France     | World | Championships               |                                   |                    |
| 20-Fev-2009 | Tarvisio, Itália        | SC    |                             |                                   |                    |
| 21-Fev-2009 | Tarvisio, Itália        | DH    |                             |                                   |                    |
| 22-Feb-2009 | Tarvisio, Itália        | SG    |                             |                                   |                    |
| 28-Fev-2009 | Bansko, Bulgária        | DH    |                             |                                   |                    |
| 01-Mar-2009 | Bansko, Bulgária        | SG    |                             |                                   |                    |
| 06-Mar-2009 | Ofterschwang, Alemanha  | GS    |                             |                                   |                    |
| 07-Mar-2009 | Ofterschwang, Alemanha  | SL    |                             |                                   |                    |
| 11-Mar-2009 | Åre, Suécia             | DH    |                             |                                   |                    |
| 12-Mar-2009 | Åre, Suécia             | SG    |                             |                                   |                    |
| 13-Mar-2009 | Åre, Suécia             | SL    |                             |                                   |                    |
| 14-Mar-2009 | Åre, Suécia             | GS    |                             |                                   |                    |

## Classificação masculino

### Geral
| Pos. |                      | Points |
| ---- | -------------------- | ------ |
| 1.   | Benjamin Raich       | 593    |
| 2.   | Jean-Baptiste Grange | 536    |
| 3.   | Aksel Lund Svindal   | 518    |
| 4.   | Carlo Janka          | 488    |
| 5.   | Ivica Kostelic       | 486    |

### Downhill
| Pos. |                    | Points |
| ---- | ------------------ | ------ |
| 1.   | Michael Walchhofer | 230    |
| 2.   | Bode Miller        | 225    |
| 3.   | Klaus Kröll        | 215    |
| 4.   | Didier Défago      | 198    |
| 5.   | Peter Fill         | 177    |

### Super G
| Pos. |                    | Points |
| ---- | ------------------ | ------ |
| 1.   | Hermann Maier      | 209    |
| 2.   | Didier Défago      | 170    |
| 3.   | Aksel Lund Svindal | 132    |
| 4.   | John Kucera        | 126    |
| 5.   | Werner Heel        | 124    |

### Slalom gigante
| Pos. |                       | Points |
| ---- | --------------------- | ------ |
| 1.   | Benjamin Raich        | 286    |
| 2.   | Ted Ligety            | 241    |
| 3.   | Didier Cuche          | 234    |
| 4.   | Massimiliano Blardone | 224    |
| 5.   | Daniel Albrecht       | 221    |

### Slalom
| Pos. |                      | Points |
| ---- | -------------------- | ------ |
| 1.   | Jean-Baptiste Grange | 309    |
| 2.   | Ivica Kostelic       | 245    |
| 3.   | Manfred Moelgg       | 140    |
| 4.   | Reinfried Herbst     | 136    |
| 5.   | Benjamin Raich       | 124    |

### Super combinado
| Pos. |                      | Points |
| ---- | -------------------- | ------ |
| 1.   | Benjamin Raich       | 136    |
| 2.   | Carlo Janka          | 132    |
| 3.   | Peter Fill           | 118    |
| 4.   | Jean-Baptiste Grange | 109    |
| 5.   | Silvan Zurbriggen    | 105    |

## Classificação feminino

### Geral
| Pos. |                  | Points |
| ---- | ---------------- | ------ |
| 1.   | Maria Riesch     | 729    |
| 2.   | Lindsey Vonn     | 716    |
| 3.   | Kathrin Zettel   | 651    |
| 4.   | Tanja Poutiainen | 644    |
| 5.   | Anja Pärson      | 602    |

### Downhill
| Pos. |                    | Points |
| ---- | ------------------ | ------ |
| 1.   | Lindsey Vonn       | 100    |
| 2.   | Nadia Fanchini     | 80     |
| 3.   | Maria Riesch       | 60     |
| 4.   | Gina Stechert      | 50     |
| 5.   | Andrea Fischbacher | 45     |
| 5.   | Maria Holaus       | 45     |

### Super G
| Pos. |                    | Points |
| ---- | ------------------ | ------ |
| 1.   | Nadia Fanchini     | 160    |
| 1.   | Fabienne Suter     | 160    |
| 3.   | Anja Pärson        | 100    |
| 3.   | Lara Gut           | 100    |
| 5.   | Andrea Fischbacher | 86     |

### Slalom gigante
| Pos. |                  | Points |
| ---- | ---------------- | ------ |
| 1.   | Tanja Poutiainen | 328    |
| 2.   | Kathrin Zettel   | 269    |
| 3.   | Manuela Mölgg    | 205    |
| 4.   | Denise Karbon    | 191    |
| 5.   | Lara Gut         | 185    |

### Slalom
| Pos. |                  | Points |
| ---- | ---------------- | ------ |
| 1.   | Maria Riesch     | 500    |
| 2.   | Lindsey Vonn     | 340    |
| 3.   | Tanja Poutiainen | 316    |
| 4.   | Šárka Záhrobská  | 304    |
| 5.   | Kathrin Zettel   | 280    |

### Super combinado
| Pos. |                 | Points |
| ---- | --------------- | ------ |
| 1.   | Anja Pärson     | 160    |
| 2.   | Kathrin Zettel  | 102    |
| 3.   | Lindsey Vonn    | 100    |
| 4.   | Fabienne Suter  | 84     |
| 5.   | Elisabeth Görgl | 81     |